# Delta Circini
Désignations
Delta Circini (en abrégé δ Cir) est une étoile multiple de la constellation australe du Compas. Elle est également désignée HR 5664 ou encore HD 135240. Le système est visible à l'œil nu avec une magnitude apparente combinée de 5,09. D'après la mesure de sa parallaxe annuelle par le satellite Gaia, il est distant d'environ ∼ 2 300 a.l. (∼ 705 pc) de la Terre et il s'en rapproche à une vitesse radiale héliocentrique de −18 km/s.

## Description
La composante primaire, désignée δ Circini A, est une étoile triple spectroscopique, même si la composante externe a été résolue à l'aide de l'instrument PIONIER du VLTI. Ses deux étoiles internes forment quant à elles une binaire à éclipses de type Algol.
δ Circini B est un compagnon de treizième magnitude localisé à quasiment une minute d'arc de δ Circini A. Il n'est pas clair si les deux sont physiquement associés ou non. δ Circini B reste elle-même peu connue, mais elle a été décrite comme une étoile jaune de type spectral G5 qui est soit sur la séquence principale, soit une géante.
HD 135160 est une étoile binaire et une étoile Be de 6e magnitude qui partage un mouvement propre commun dans l'espace avec δ Circini. Elle est localisée à quatre minutes d'arc et les deux forment une faible paire séparable à l'œil nu.

## Propriétés

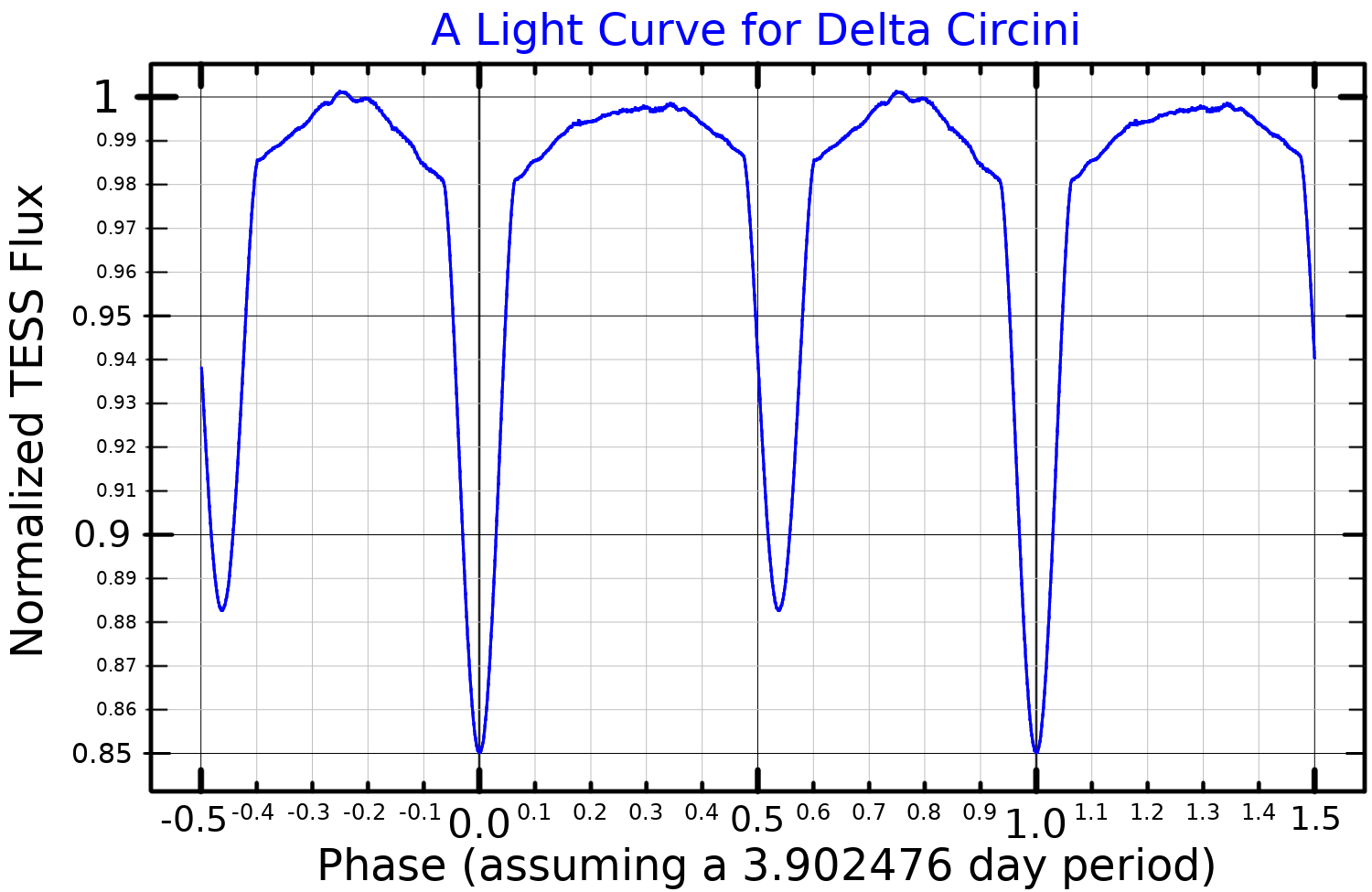
Courbe de lumière de Delta Circini, tracée à partir des données du télescope spatial TESS.

Les composantes de δ Circini A sont toutes trois des étoiles lumineuses et chaudes. La plus brillante d'entre elles, δ Circini Aa est une étoile de type O8 qui vient juste de commencer à évoluer hors dans la séquence principale. Elle est sur une orbite très proche avec une étoile bleue de la séquence principale de type spectral O9,5V, dite δ Circini Ab. Les deux étoiles se déforment mutuellement de manière ellipsoïdale et elles s'éclipsent toutes deux tous les 3,9 jours. La luminosité ne change que de 0,15 magnitude,.
La troisième étoile, δ Circini Ac, est une étoile bleu-blanc de la séquence principale de type spectral B0,5V, qui est dans une longue orbite excentrique avec la paire intérieure. Elle est plus faible et un peu plus froide que les deux autres, mais il a été calculé qu'elle serait plus massive que δ Cir Aa et Ab, donc elle pourrait être elle-même une binaire proche.